# Elvira Cuevas
Elvira Cuevas Viera (San Juan, 20 de agosto de 1950) es una ecologista puertorriqueña. Fue la primera puertorriqueña en ingresar a la Academia de Ciencias de América Latina.

## Trayectoria
Cuevas nació el 20 de agosto de 1950 en San Juan, Puerto Rico. Siendo joven ya se interesó por la ciencia planteándose estudiar medicina, eligiendo al final Ecología, después de asistir a un curso de ecología impartido por Herminio Lugo Lugo en la Universidad de Puerto Rico, Recinto de Río Piedras (UPR-RP), graduándose con una licenciatura y maestría en biología. La tesis del master de 1975 se tituló "Cambios en parámetros seleccionados de calidad del agua según la influencia de los patrones de uso de la tierra en la cuenca de drenaje de Espíritu Santo". En 1984, completó un doctorado en ecología en el Instituto Venezolano de Investigaciones Científicas (IVIC), siendo la primera graduada en el área de ecología del IVIC en Venezuela.
Cuevas vivió y trabajó en Venezuela a lo largo de 25 años. Se incorporó en 2001 a la Universidad de Puerto Rico en Río Piedras como profesora del departamento de biología. Se convirtió en directora del Centro de Ecología Tropical Aplicada y Conservación de Universidad de Puerto Rico en Río Piedras. En mayo de 2004, Cuevas fue nombrada miembro docente adjunta del departamento de  Conservación de Recursos Naturales de la Facultad de Veterinaria y Zootecnología de la Universidad Autónoma de Yucatán.

### Investigación
Cuevas estudia la ecología de los ecosistemas, los procesos y funciones de los ecosistemas, las interacciones planta-suelo, el ciclo de nutrientes y el ciclo del carbono. Además investiga la ecohidrología de sistemas semiáridos y humedales urbanos, así como las reacciones ecofisiológicas de las plantas al cambio climático, la variabilidad climática y la contaminación por metales pesados en humedales urbanos aplicando la tecnología de isótopos estables naturales para identificar fuentes de agua y carbono en el suelo y evaluar las respuestas de las plantas a la disponibilidad de agua y nutrientes.

## Reconocimientos
En 2000, Cuevas recibió una beca Guggenheim para estudiar ciencias vegetales. En 2019, es la primera mujer puertorriqueña nombrada miembro de la Academia Latinoamericana de Ciencias.

## Publicaciones seleccionadas
- Tiessen, H., Cuevas, E., y Chacón, P. (1994). El papel de la materia orgánica del suelo en el mantenimiento de la fertilidad del suelo. Naturaleza, 371 (6500), 783-785.
- Martinelli, LA, Piccolo, MC, Townsend, AR, Vitousek, PM, Cuevas, E., McDowell, W. y Treseder, K. (1999). Composición isotópica estable del nitrógeno en hojas y suelo: bosques tropicales versus templados. Biogeoquímica, 46 (1-3), 45-65.
- Tanner, EVJ, Vitousek, PA y Cuevas, E. (1998). Investigación experimental de la limitación de nutrientes en el crecimiento forestal en montañas tropicales húmedas. Ecología, 79 (1), 10-22.
- Myers, RJK, Palm, CA, Cuevas, E., Gunatilleke, IUN y Brossard, M. (1994). La sincronización de la mineralización de nutrientes y la demanda de nutrientes de las plantas.
- Cuevas, E. y Medina, E. (1988). Dinámica de nutrientes en los bosques amazónicos. Ecología, 76 (2), 222-235.